# Алваро Колом
Алваро Колом Кабаљерос (шп. Álvaro Colom Caballeros; Гватемала, 15. јун 1951 — Гватемала, 23. јануар 2023) био је председник Гватемале и странке Националног јединства. Колом је рођен у Гватемали, као четврто од петоро деце. Његовог стрица, градоначелника Гватемале убила је војска 1979. године. Дипломирао је индустријски инжињеринг на Универзитету Сан Карлос. На председничким изборима 2003. године изгубио је од Оскара Бергера.
На председничким изборима 2007. године ушао је у други круг, где је за противкандидата имао пензионисаног генерала Ота Молину. Колом је прогласио победу са 52% освојених гласова. Тако је постао први левичарски председник Гватемале у последње 53. године.

## Родриго Росенберг
Родриго Росенберг, гватемалски адвокат убијен је 10. маја 2009. године. У снимљеној поруци на видеотраци, дан пре своје смрти Росенберг говори како ће у случају његове смрти бити одговорни Колом и други високи функционери. 

## Спољашњи везе
- Алваро Колом
- странка Националног јединства
- Биографија Алвара Колома Архивирано на веб-сајту  (21. октобар 2008) (на шпанском)